# Giovanni Battista De Luca
Giovanni Battista De Luca (Venosa, 1614 – Roma, 5 febbraio 1683) è stato un giurista e cardinale italiano.
È considerato il fondatore del lessico giuridico italiano.

## Biografia

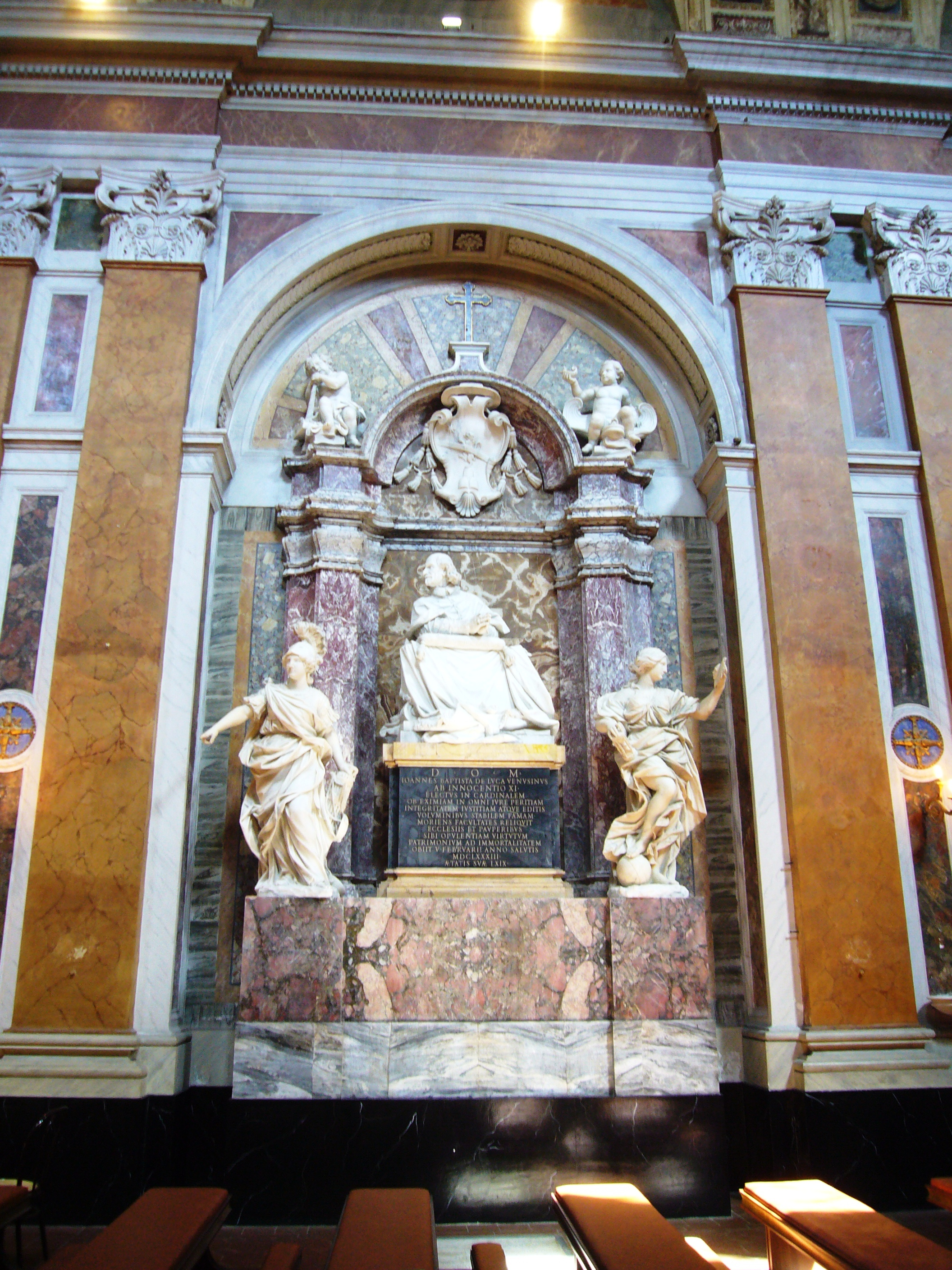
Monumento funebre a De Luca nella Chiesa dello Spirito Santo dei Napoletani, Roma. Opera di Domenico Guidi.

Di famiglia borghese, Giovanni Battista De Luca nacque nel 1614 a Venosa, in Basilicata. Dopo aver studiato giurisprudenza a Salerno e a Napoli, dove si laureò in utroque nel 1635 ed iniziò l’attività di avvocato presso il Sacro regio consiglio e la Regia Camera della Sommaria. Ancora in giovane età, divenne vicario capitolare della sede episcopale venosina. Nel 1644 De Luca si trasferì a Roma, dove esercitò l'avvocatura, guadagnandosi la fama di valente giureconsulto. Si occupò anche di questioni economiche e finanziarie in un'ottica prevalentemente mercantilista. Nello studio di De Luca si formò, tra gli altri, il famoso giurista ed uditore della Sacra Rota Romana Ansaldo Ansaldi (1651-1719). Dal 1658 fu avvocato a Roma del Re di Spagna. 
Consacrato sacerdote in età avanzata, venne nominato da papa Innocenzo XI uditore del Sommo Pontefice e segretario dei Memoriali (1676) e quindi referendario delle due segnature (1677). Papa Odescalchi lo incaricò di predisporre un vasto programma di razionalizzazione e modernizzazione dello Stato della Chiesa. La dura opposizione di una parte del collegio cardinalizio gli impedì però la realizzazione degli interventi più incisivi, come l’abolizione del nepotismo, attenuato certamente, ma ancora forte e dispendioso per la Sede Apostolica. Forti resistenze incontrò anche la riforma dei «patentati» del Sant'Uffizio, di altre istituzioni ecclesiastiche e statali e di cardinali e vescovi (laici che prestavano qualche servizio a queste e altre istituzioni o prelati, che con una «patente» venivano a godere dei privilegi completi o parziali del clero). Per la riforma di costoro fu istituita la «Congregazione particolare» del 1680, che divenne il campo della lotta più dura per il De Luca, quando circolarono diversi scritti anonimi con le accuse più gravi contro di lui. 
De Luca partecipò attivamente alla vita culturale romana, frequentando assiduamente l'accademia dalla regina Cristina di Svezia alla quale era molto legato. Nel 1678 divenne Sigillatore della Penitenzieria Apostolica e nel concistoro del 1º settembre 1681 Papa Innocenzo XI lo elevò al rango di cardinale-presbitero del titolo di San Girolamo degli Schiavoni. Morì a Roma il 5 febbraio 1683 all'età di 68 o 69 anni, e fu inumato nella chiesa dello Spirito Santo dei Napoletani. 
Lasciò una vasta produzione giuridica, tra cui il Theatrum veritatis et iustitiae (un'opera in 15 libri con la raccolta delle allegazioni e dei pareri forensi in materia di diritto civile, canonico, feudale e municipale). L'opera divenne una delle principali autorità del tardo ius commune e fu ristampata regolarmente fino alla metà del XVIII secolo.
De Luca adotta un approccio molto originale nell’analisi del diritto comune. I giuristi tradizionali cercavano di individuare regole e principi generali del diritto nel Corpus iuris civilis e nei suoi interpreti più antichi, senza accorgersi che il diritto romano era stato in gran parte accantonato nella prassi privatistica. Le materie trattate nel Theatrum, più che derivare dal diritto romano, sono tratte dalla pratica e dalla giurisprudenza forense. Per De Luca è importante focalizzarsi solo su quegli aspetti del diritto romano che possono essere utili nella pratica contemporanea del diritto, in opposizione all'approccio umanistico della scuola culta, che si impegnava allo studio del diritto romano per capirne il significato originale, senza particolari applicazioni pratiche al diritto contemporaneo.
L'opera più importante di De Luca è il Dottor volgare, un "compendio di tutta la legge civile, canonica, feudale e municipale" in lingua italiana. L'opera, caratterizzata da maggior respiro teorico e maggiormente svincolata dalle esigenze della pratica legale rispetto al Theatrum, era indirizzata ai giuristi di medio livello, ai pubblici funzionari e ai tecnici dell'amministrazione. Il Dottor volgare è la prima trattazione sistematica del diritto in volgare e la base del lessico giuridico italiano. Molti termini giuridici usati ancor oggi sono attestati per la prima volta nell'opera di De Luca. L'uso del volgare al posto del tradizionale latino in una trattazione giuridica di alto livello fu molto innovativo per l'Europa dell'epoca. Secondo Scipione Maffei «d'un corpo di ogni materia legale simile a quello dato dal cardinal de Luca nessun altra volgar lingua può far mostra come la nostra.»

## Opere
- Il Dottor volgare, Roma, 1673.
- Dello stile legale, Roma, Dragondelli, 1674.
- Difesa della lingua italiana, Roma, Dragondelli, 1675.
- Il cavaliere e la dama, Roma, Dragondelli, 1675.
- Il vescovo pratico, Roma, per gli eredi del Corbelletti, 1675.
- Il religioso pratico, Roma, 1679.
- Il Principe cristiano pratico, Roma, nella stamperia della reverenda Camera apostolica, 1680.
- Il cardinale della S.R. Chiesa pratico, Roma, 1680.
- (LA) De officiis venalibus vacabilibus Romanae Curiae, Roma, Nicolò Angelo Tinassi per la Stamperia Camerale, 1682.
- Relatio Curiae Romanae, Cologne, 1683.
- Adnotationes practicae ad S. Concilium Tridentinum, Colonia, 1684.
- Theatrum veritatis et justitiae (19 sv., 1669–77; 12 sv.), Colonia, 1689–99.
  - (LA) Theatrum veritatis et justitiae, Venezia, Paolo Baglioni, 1706.
- Sacrae Rotae decisiones, Lione, 1700.

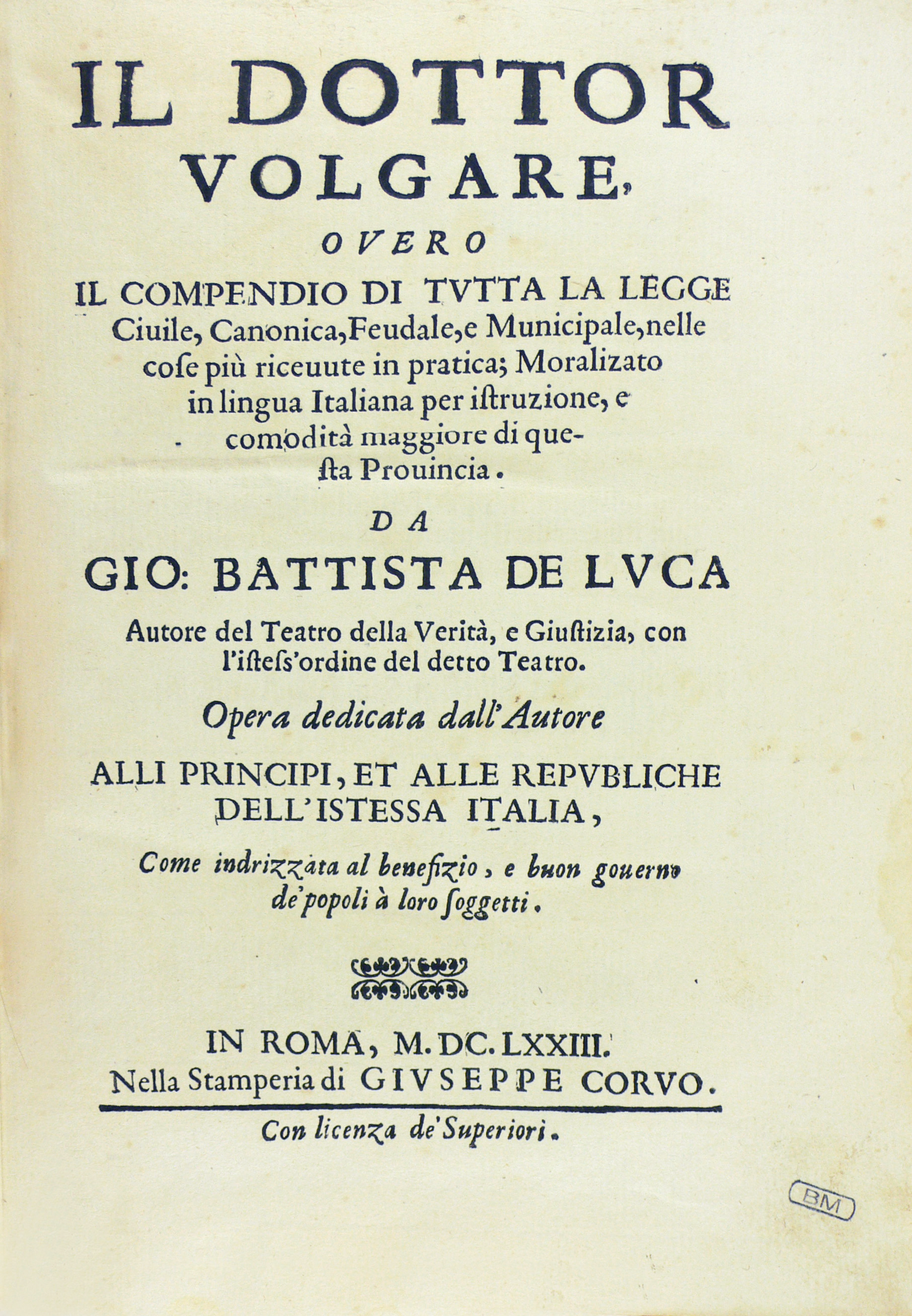
Il dottor volgare, 1673
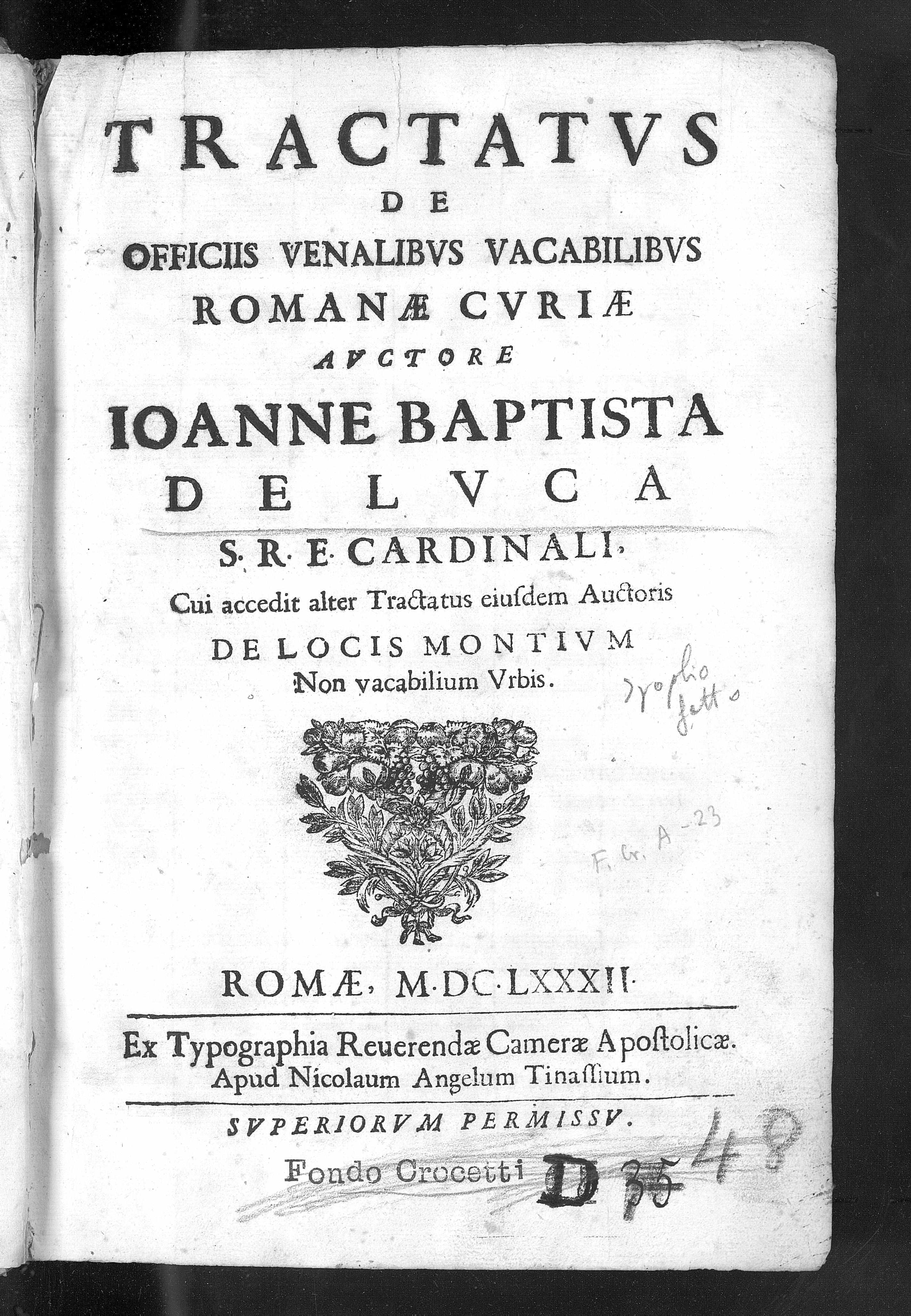
De officiis venalibus vacabilibus Romanae Curiae, 1682
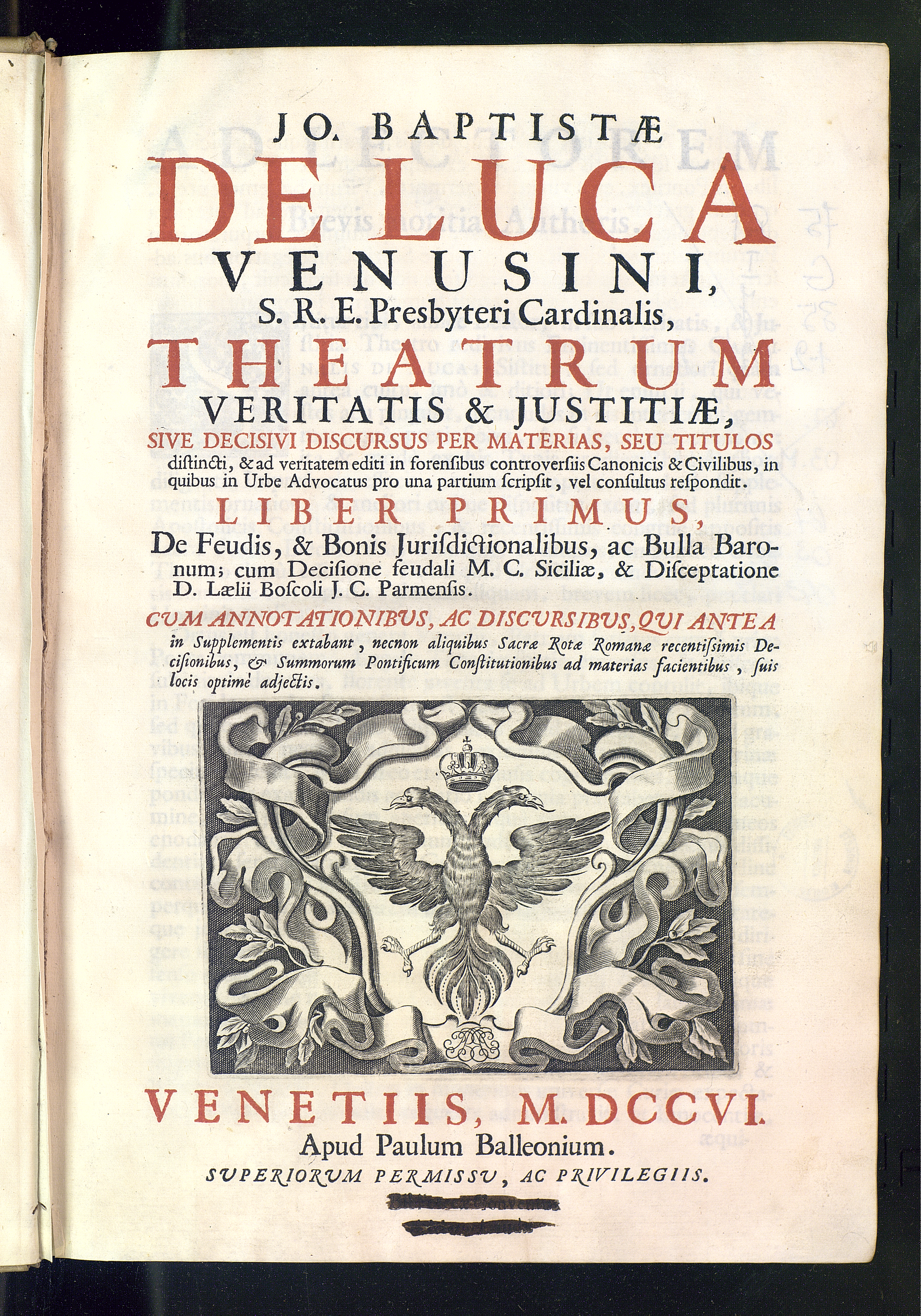
Theatrum veritatis et justitiae, 1706

## Bibliografia

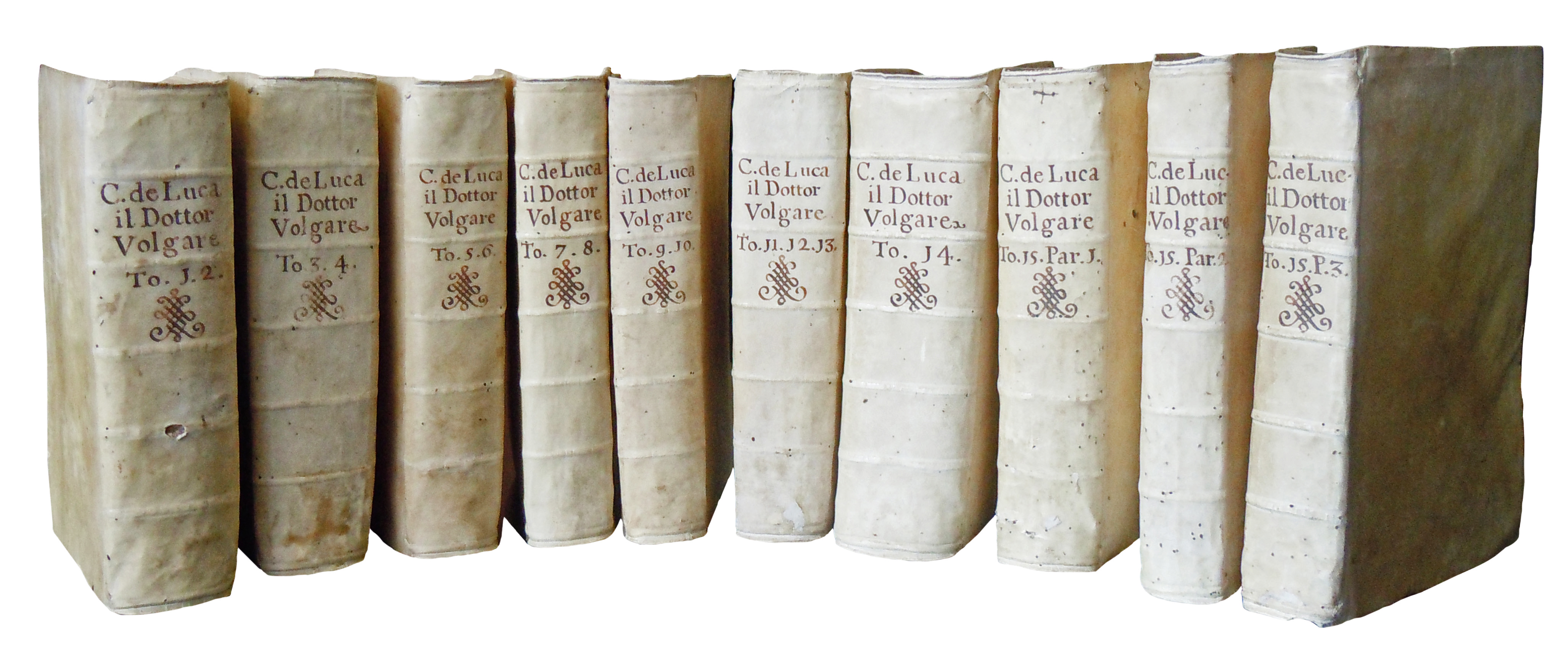
Il dottor volgare, 1673